# I walk through the fields
I walk through the fields is een lied van de Nederlandse band The Cats uit 1970. Het is een liefdeslied dat werd geschreven door Cats-lid Cees Veerman.
In het eerste jaar verscheen het in Nederland op de B-kant van een single met op de A-kant Magical mystery morning. In Japan kwam I walk through the fields daarentegen op de A-kant te staan, met Take me with you op de B-kant. Verder verscheen het op het album Take me with you. In de jaren erna kwam het meermaals terug op verzamelalbums, waaronder op Alle 40 goed (2010) en Collected (2014). In Japan werd het als single een bescheiden hit.
Het speciale geluidseffect met de stem van Cees Veerman, alsof hij vanuit een ruimteschip zingt, werd bereikt door de bodem uit een koffiebeker te snijden en de galm voor de stem te zetten in plaats van erachter. Dezelfde techniek werd een jaar eerder al eens toegepast in het nummer Blue horizon.
De Tribute to The Cats Band coverde het lied in 2007 voor hun cd/dvd Songs to remember dat eigen repertoire bevat in combinatie met nummers van The Cats.
In 2013 bereikte het lied nummer 4 van de Volendammer Top 1000, een eenmalige publiekslijst die werd samengesteld door de luisteraars van 17 Noord-Hollandse radio- en televisiestations. Het stond hierin tweemaal genoteerd, met ook nog een versie van de tributeband op nummer 265. Zes jaar eerder, in 2007, stond het lied ook al in de Volendam Top 100, eveneens een eenmalige publiekslijst die tot stand kwam door met name het landelijke radiostation 100% NL.